# غشاء الجنين
الأغشية الجنينية هي الأغشية المرتبطة بنمو أو تطور الجنين. أغشية الجنين التي تشكل الكيس السلوي الذي يحيط بالجنين ويحميه هي السلى والمشيماء. الأغشية الجنينية الأخرى هي السقاء والكيس المحّي.